# وافة (اغريس السفلي)
وافة هي إحدى مشيخات المملكة المغربية، تتبع جغرافيا لإقليم الرشيدية وإداريًا لاغريس السفلي. يقدر عدد سكانها بـ 3634 نسمة حسب الإحصاء الرسمي للسكان والسكنى لسنة 2004.